# プリンス・オブ・ペルシャ ケンシノココロ
『プリンス・オブ・ペルシャ　ケンシノココロ』(Prince of Persia: Warrior Within)は、ユービーアイソフト・モントリオールとパイプワークス・ソフトウェアが開発し、ユービーアイソフトから発売された3Dタイプのアクションゲームである。日本国内ではPlayStation 2版、Xbox版ともに2005年10月13日に発売された。

## ストーリー
前作『プリンス・オブ・ペルシャ 時間の砂』で、「時間の砂」を解き放ち、歴史を変えたプリンスは、時の番人「ダハカ」に追われる身となってしまった。
彼から開放されるために、プリンスは「時の島」へと赴く。この島にある「時の門」をくぐれば、過去に戻ることができる。そこには「時間の砂」を作る「時の女王」なるものがいるという。

## 主な登場人物
プリンス(Prince)
声：大塚明夫
ペルシャの王子。歴史を変えてしまったため、ダハカに追われる身となった。
カイリーナ(Kaileena)
声：田中敦子
「時の女王」の侍女。なぜかプリンスの手助けをしてくれる。
シャーディー(Shahdee)
声：浅野まゆみ
「時の女王」の僕。プリンスを襲撃する。
ダハカ(The Dahaka)
声：宗矢樹頼
本来の歴史通りに時間を制御する「時の番人」。プリンスを付けねらう。
時の女王(The Empress of Time)
「時の島」の城で「時の砂」を生成する人物。

## 特徴
多彩な武器
右手に持つメインウェポンの剣以外に、左手に剣、メイス、斧、ダガーなど50種類以上の武器を装備できる。それぞれ破壊力や攻撃スピードが異なる。
アクロバティックなアクション
敵を乗り越えて攻撃、柱からジャンプして攻撃など、用意されたアクションが60種類以上あり、様々な攻撃を敵に与えることができる。
ダハカからの逃走
ゲーム中、何度かダハカと遭遇するシーンがある。プリンスはダハカに対して全くの無力であり、逃走するしか術はない。ある程度以上の接近を許すと追いつかれたことになり、プリンスはダハカの力で消滅させられて、時の力を使わないとゲームオーバーとなる。